# Aqua Town Nayabashi Housing building
L'Aqua Town Nayabashi Housing building (アクアタウン納屋橋) est un gratte-ciel construit à Nagoya au Japon de 2004 à 2006.
Sa hauteur est de 118 mètres. Il abrite des logements sur 33 étages.
L'architecte de l'immeuble est la société Nishimatsu Construction Co., Ltd.